# Metaline Falls
Metaline Falls és una població dels Estats Units a l'estat de Washington. Segons el cens del 2000 tenia 223 habitants.

## Demografia
Segons el cens del 2000, Metaline Falls tenia 223 habitants, 122 habitatges, i 52 famílies. La densitat de població era de 410 habitants per km².
Dels 122 habitatges en un 18% hi vivien nens de menys de 18 anys, en un 36,1% hi vivien parelles casades, en un 4,9% dones solteres, i en un 56,6% no eren unitats familiars. En el 54,1% dels habitatges hi vivien persones soles el 21,3% de les quals corresponia a persones de 65 anys o més que vivien soles. El nombre mitjà de persones vivint en cada habitatge era d'1,83 i el nombre mitjà de persones que vivien en cada família era de 2,79.
Per edats la població es repartia de la següent manera: un 19,3% tenia menys de 18 anys, un 3,6% entre 18 i 24, un 21,1% entre 25 i 44, un 33,2% de 45 a 60 i un 22,9% 65 anys o més.
L'edat mediana era de 49 anys. Per cada 100 dones de 18 o més anys hi havia 85,6 homes.
La renda mediana per habitatge era de 17.083 $ i la renda mediana per família de 35.250 $. Els homes tenien una renda mediana de 36.250 $ mentre que les dones 18.333 $. La renda per capita de la població era de 16.390 $. Aproximadament el 24,4% de les famílies i el 33,2% de la població estaven per davall del llindar de pobresa.

## Poblacions més properes
El següent diagrama mostra les poblacions més properes.